# Bolbe pygmaea
Bolbe pygmaea är en bönsyrseart som beskrevs av Henri Saussure 1871. Bolbe pygmaea ingår i släktet Bolbe och familjen Iridopterygidae. Inga underarter finns listade i Catalogue of Life.